# Triëst (stad)
Triëst (Italiaans: Trieste, Sloveens: Trst, Duits/Friulaans: Triest) is een stad in Italië, ten oosten van Venetië, aan de grens met Slovenië. Ze telt 210.000 inwoners. Triëst was de hoofdstad van de voormalige gelijknamige provincie Triëst. Sinds 2017 is het de hoofdstad van de UTI Giuliana in de regio Friuli-Venezia Giulia. Triëst is tevens een gemeente, waaronder ook Barcola en Basovizza vallen.

## Geschiedenis
Vanaf de 10e eeuw v. Chr. staat de aanwezigheid in de streek van Indo-Europese clans (de Istriërs of Histri) vast en naar alle waarschijnlijkheid waren ze niet de eerste bewoners van het toekomstige Trieste. In deze en de volgende eeuw kwamen ze in contact met een ander Indo-Europees volk, de Veneti.

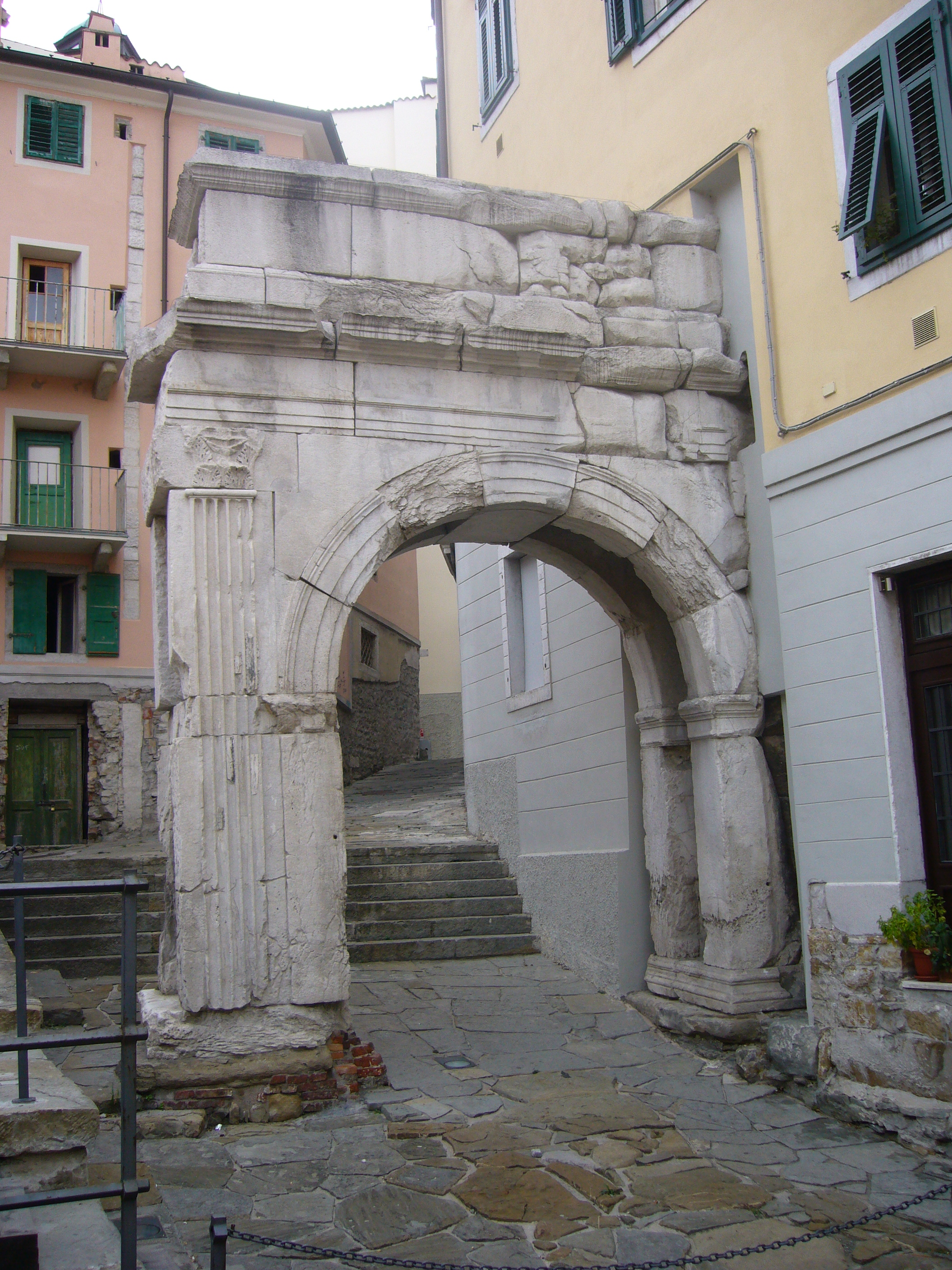
Riccardo Poort, 1e eeuw v.Chr.

Voor onze jaartelling bestond een fort op de heuvel waar nu onder andere de kathedraal van San Giusto staat. In de 1e eeuw na Christus werd Triëst onder keizer Vespasianus gesticht als een Romeinse colonia met de naam Tergeste. Van de Romeinse periode resteren onder andere de Riccardopoort, het theater en de basilica. Onder het Romeins bestuur kwam de stad tot bloei waarna ze in de 6e eeuw door de Longobarden werd veroverd en in de 8e eeuw onder keizer Karel de Grote door de Franken. Sindsdien leefde de stad in de schaduw van het sterkere Venetië.
In 1382 kwam Triëst onder het gezag van Leopold III van Oostenrijk, hertog van Oostenrijk en behorend tot het geslacht van de Habsburgers. Daarna bleef Triëst meer dan vijf eeuwen onder het huis Habsburg. De stad behield wel een zekere bestuurlijke autonomie. In 1719 werd ze tot vrijhaven verklaard door de Habsburgse keizer Karel VI van het Heilige Roomse Rijk. Ten gevolge hiervan kwam ze tot bloei en werd ze een eeuw later de hoofdstad van het Habsburgse kroonland Küstenland, waarin drie provincies werden verenigd. Ambtelijke talen waren Italiaans en Duits, maar in het dagelijks leven werd het Italiaanse stadsdialect gesproken, verwant aan het Venetiaans en het Romaans van Friulië (Friulaans), en gelardeerd met Duitse en Sloveense woorden. Veel plattelanders die naar de stad trokken vanuit de directe omgeving bleven echter Sloveens spreken. Duits was dan weer de taal van de adel en de kunstenaars en een deel van de ambtenaren. Triëst kreeg de bijnaam "Wenen aan Zee", omdat de architectuur en de sfeer van de stad aansluit bij de periode van de Weense Sezession. Hoewel het Italiaans de dominante taal was, maakte de stad in culturele zin deel uit van Midden-Europa. Een andere bijnaam is de koffiestad, wegens de sinds 1892 aanwezige koffieindustrie.

### Eerste en Tweede Wereldoorlog
De verscheidenheid van de bevolking veroorzaakte aan het eind van de 19e eeuw nationale spanningen. Verschillende nationale sentimenten manifesteerden zich. Met name het Italiaanse nationalisme, dat in zijn agressieve vorm van irredentisme, na het ontstaan van de Italiaanse staat in 1861, aanspraak maakte op alle gebieden waar Italiaans werd gesproken buiten dit Italiaanse staatsgebied. In deze tijd verbleven veel buitenlanders en zo ook Sigmund Freud, James Joyce en Richard Burton in de stad. De Italiaanse inlijving van de stad en daarnaast het grootste deel van Küstenland was reeds in 1915 in het geheime Pact van Londen overeengekomen als beloning aan Italië, als dit land tijdens de Eerste Wereldoorlog Oostenrijk-Hongarije de oorlog zou verklaren. Dat gebeurde en na de capitulatie van Oostenrijk-Hongarije werd Triëst in 1918 door Italiaanse troepen ingenomen, overigens met instemming van de grote meerderheid van de bevolking. Deze feitelijke annexatie werd in het Verdrag van Rapallo in 1920 geformaliseerd.
Irredentisme en fascisme vielen in Triëst samen en waren gericht tegen alle niet-Italiaanse bevolkingsgroepen. Het eerste geweld brak uit op 29 december 1918 toen fascistische knokploegen het paleis van de bisschop van Triëst binnenvielen. Bisschop Andrej Karlin, een Sloveen, moest daarop vluchten. Vanaf 1920 werd een continue repressie uitgevoerd tegen de Sloveense en Kroatische minderheid. Ze bereikte haar hoogtepunt in de brandstichting in de Narodni Dom, het symbool van de Sloveense aanwezigheid in de stad. Ook andere niet-Italiaanse culturele instellingen, scholen en media werden daarna verboden. Sloveense en Kroatische nationalisten richtten op 28 december 1924 de eerste illegale gewapende verzetsorganisatie TIGR op in Triëst, maar bleven machteloos. Tienduizenden werden geïnterneerd, of moesten gedwongen vertrekken naar het zuiden van Italië. Om dat te ontgaan ontvluchtten velen van hen Italië, de meesten naar Joegoslavië.
Na de capitulatie van fascistisch Italië in 1943 namen Duitse troepen het Italiaanse gezag over en samen met Italiaanse fascisten richtten zij bij de stad het kamp Risiera di San Sabba op voor de internering en vaak de executie van hun tegenstanders. Na de capitulatie van Duitsland slaagden de Tito-partizanen onder leiding van generaal Drapšin er in de macht over te nemen op 1 mei 1945. Maar deze Joegoslavische troepen moesten zich op 12 juni 1945 terugtrekken, dit op grond van een overeenkomst tussen Tito en de Geallieerden om de stad voorlopig te neutraliseren totdat een definitieve toewijzing of verdeling had plaatsgevonden. Geallieerde troepen handhaafden voorlopig de orde binnen een demarcatielijn die om de stad heen getrokken was. De massa-executies van geïnterneerde Italianen, Duitsers en Slovenen in het door de partizanen ingerichte kamp Basovizza droegen bij tot de vlucht van meer dan 150.000 Italianen en nationalistische Slovenen uit de gebieden die buiten die lijn onder Joegoslavisch gezag waren gekomen. Zij trokken vooral naar de nu overbevolkte stad Triëst.

### Naoorlogse periode
Na de Tweede Wereldoorlog eiste Tito, met de steun van de Sovjet-Unie, geheel Istrië en een groot deel van Friuli-Venezia Giulia voor Joegoslavië op (anders gezegd, het voorheen Oostenrijkse Küstenland). Dit hield min of meer het terugdraaien van het Verdrag van Rapallo in. Het zuidelijk-Istrische deel van deze gebieden werd in meerderheid door Kroaten bewoond, het noordelijke in meerderheid door Slovenen. In de kustgebieden vormden Italianen de meerderheid. De stad Triëst en haar directe omgeving bleven echter een twistappel.
Zo kwam dan de stad als uitvloeisel van de Vrede van Parijs (1947) als hoofdstad te liggen in de neutrale Vrije zone Triëst. Dit gebied omvatte het noorden van Istrië vanaf de rivier de Mirna, het gebied gelegen tussen de Sloveense Karst en de Adriatische Zee. Hoewel het vrije gebied een eigen munteenheid, postzegels e.d. bezat, heeft het nooit werkelijk als onafhankelijke bestuurlijke eenheid bestaan. Het werd in de zone A (de stad Triëst en omringende dorpen) en de zone B (noordelijk Istrië) gesplitst. In zone A ontstond, met name door een opeenhoping van vluchtelingen, een heftig anti-Joegoslavische stemming. In zone B mochten Joegoslavische autoriteiten het gezag voorlopig waarnemen, maar in feite schakelden zij het bestuur gelijk met dat in overig Joegoslavië. In deze patstelling werd in 1954 besloten om zone A aan Italië, en zone B aan Joegoslavië toe te wijzen, maar de uiteindelijke bezegeling van deze opdeling vond pas in 1975 plaats in de Verdragen van Osimo. In 1955 en 1956 verlieten meer dan 20.000 inwoners van zone B, de helft van de bevolking aldaar, hun woonplaatsen en vertrokken ook zij naar Triëst. Tussen 1945 en 1990 was Triëst een door strenge grensbewaking omgeven enclave in Joegoslavisch gebied, en alleen noordwaarts via een smalle kuststrook verbonden met de rest van Italië.
Zoals enkele tienduizenden Slovenen en Kroaten sinds de Italiaanse inlijving van de provincie Küstenland en de stad Triëst in 1918 naar Joegoslavië trokken, zo trokken tussen 1944 en 1957 ongeveer 200.000 Italianen uit Istrië en Dalmatië naar Italië. Reden hiervoor was de afkeer van het nieuwe communistische Joegoslavische regime. En daarnaast de angst voor represailles van dit regime tegen degenen die tussen 1919 en 1945 hadden meegewerkt aan de italianiseringsrepressie, en dat waren om te beginnen alle voor 1945 werkzame ambtenaren, gerechtelijke en politiefunctionarissen en het gehele onderwijzend personeel. Circa 30.000 Italianen bleven uiteindelijk in de Joegoslavisch geworden gebieden.

## Bevolking
Bevolkingsontwikkeling van Triëst in grote lijnen:
| Jaar | Inwoners |
| ---- | -------- |
| 1700 | 5.000    |
| 1800 | 30.000   |
| 1850 | 70.000   |
| 1910 | 235.000  |
| 1950 | 270.000  |
| 2000 | 210.000  |

De bevolking van Triëst kende gedurende eeuwen een grote verscheidenheid. Bronnen uit de 15e eeuw geven weer dat zij op dat ogenblik voor circa 55% uit Romaanstaligen en 30% uit Slavischtaligen bestond. Daarnaast woonden er 15% 'overigen', voornamelijk Duitstaligen, Grieken en Joden. Deze verscheidenheid kende een zekere continuïteit; de etnograaf von Czoernig (Karl von Czoernig-Czernhausen) vermeldt in 1846 de volgende bevolkingssamenstelling: 55% Italianen, 32% Slovenen en 13% overigen, voornamelijk Duitstalige Oostenrijkers en Joden. In 1880 laat de volkstelling zien dat het stadscentrum bijna voor 90% uit Italianen bestond, terwijl in de buitenwijken de Italianen toen ca. 66% uitmaakten en de Slovenen 29%. Drie decennia later, in 1911, telde het stadscentrum 75% en de buitenwijken 43% Italianen; die verhouding lag voor de Slovenen op 16% en 52%. De dorpen in de omgeving van de stad waren overwegend Sloveens en steeds werd een groot gedeelte van de immigranten uit die omgeving in de stad geïtalianiseerd. Cijfers over de etnische samenstelling van de stad werden voor het laatst in 1985 gepubliceerd. Hoewel deze van verschillende zijde - op goede gronden - in twijfel getrokken worden, lijkt het aandeel Italianen in elk geval boven 90% te liggen. De Duitstaligen zijn verdwenen, waaronder ook de joden, die hun gemeente-instellingen verloren nadat hun synagoge in 1942 door Italiaanse fascisten in brand was gestoken, en waarvan de laatsten eind 1944 werden gedeporteerd.
De Slovenen vormen een actieve minderheid die na 1990 een grotere vrijheid heeft gekregen.

## Cultuur

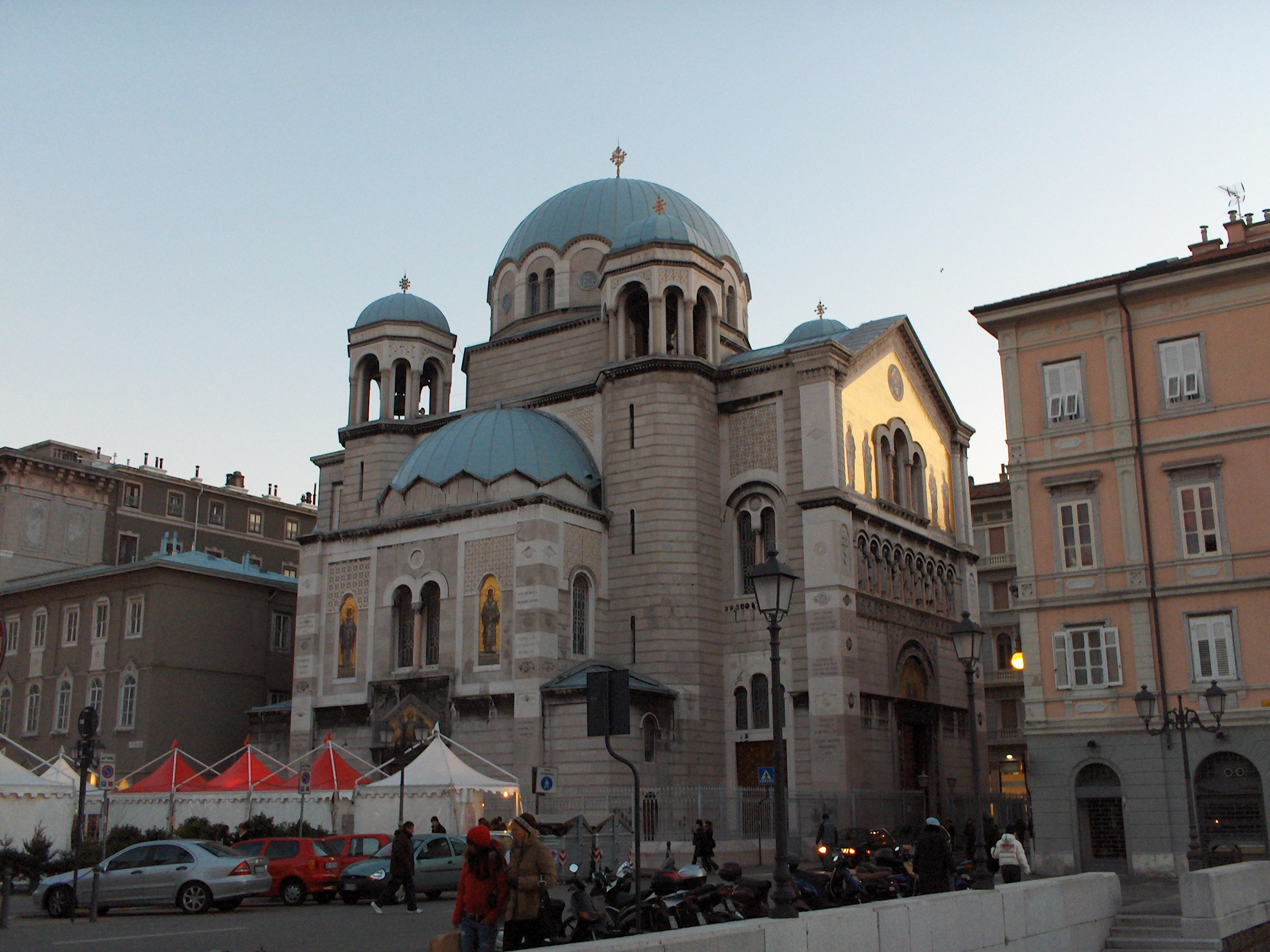
Kerk van St. Spiridio

### Bezienswaardigheden

#### Kerken
- Kathedraal van Triëst
- Mariaheiligdom Monte Grisa
- Tempel van de Heilige Drie-Eenheid en Santo Spiridio (1869), een Servisch-Orthodoxe kerk
- Synagoge
- Basiliek van San Silvestro (11e eeuw)
- Kerk Santa Maria Maggiore (1682)
- Kerk San Nicolò dei Greci (1787)
- Sant'Antonio Nuovo, aan de Piazza Sant'Antonio Nuovo (18e eeuw)

#### Andere

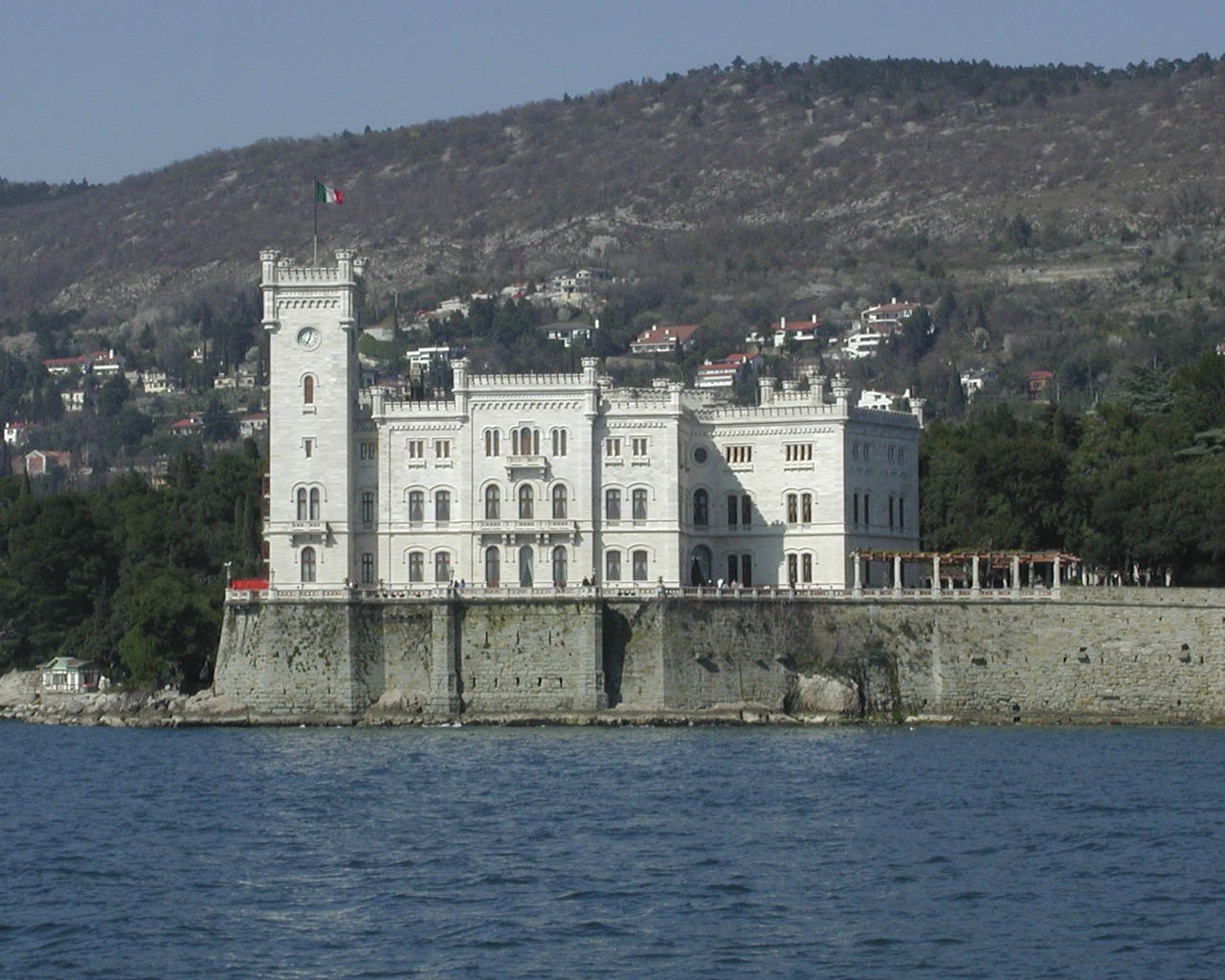
Kasteel van Miramare

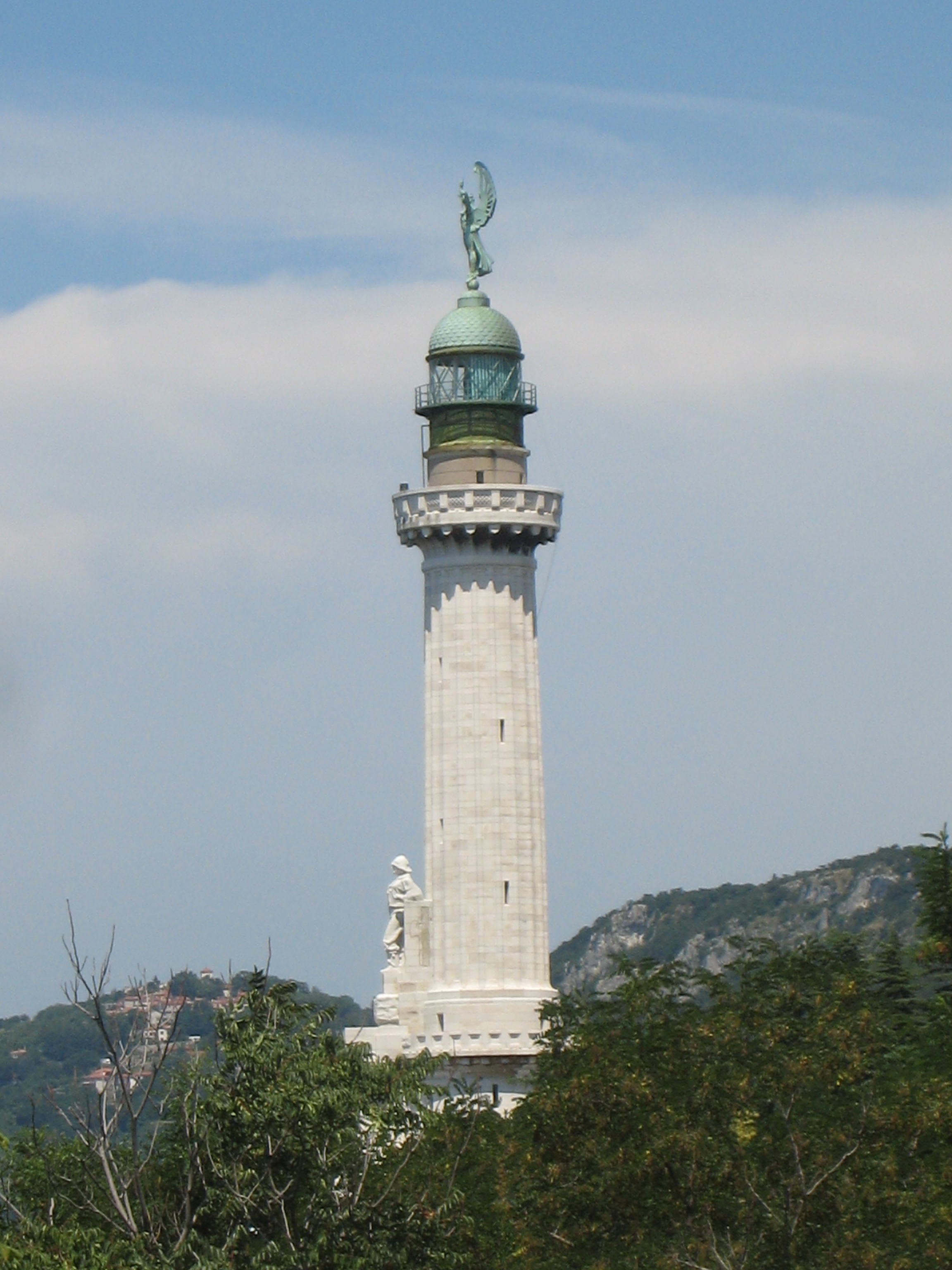
De vuurtoren Faro della Vittoria

- Kasteel Miramare, gebouwd van 1856 tot 1860
- Castello di San Giusto, gebouwd onder Frederik III in 1470
- De poort Arco de Riccardo (33 voor Christus)
- Civico Museo Teatrale Carlo Schmidl, gelegen in het Palazzo Gopcevich gebouwd door Spiridione Gopcevich
- Romeins theater
- Basilica Forense (2e eeuw), Romeins handelsgebouw
- Grot van Trebiciano (350 meter diep) met de Timavorivier
- Grotta gigante
- Piazza dell'Unità d'Italia met het Palazzo della Luogotenenza austriaca
- Piazza della Borsa
- Risiera di San Sabba Museum
- Teatro Verdi
- Palazzo Rittmeyer
- Palazzo delle Poste
- Palazzo del Tergesteo
- Synagoge van Triëst
- Trieste Joyce Museum
- Tram van Opicina
- Canal Grande in de wijk Borgo Teresiano
- Villa Necker
- Castelletto Geiringer, vestiging van de Europese School van Triëst
- Faro della Vittoria, vuurtoren en monument voor de Eerste Wereldoorlog

### Water

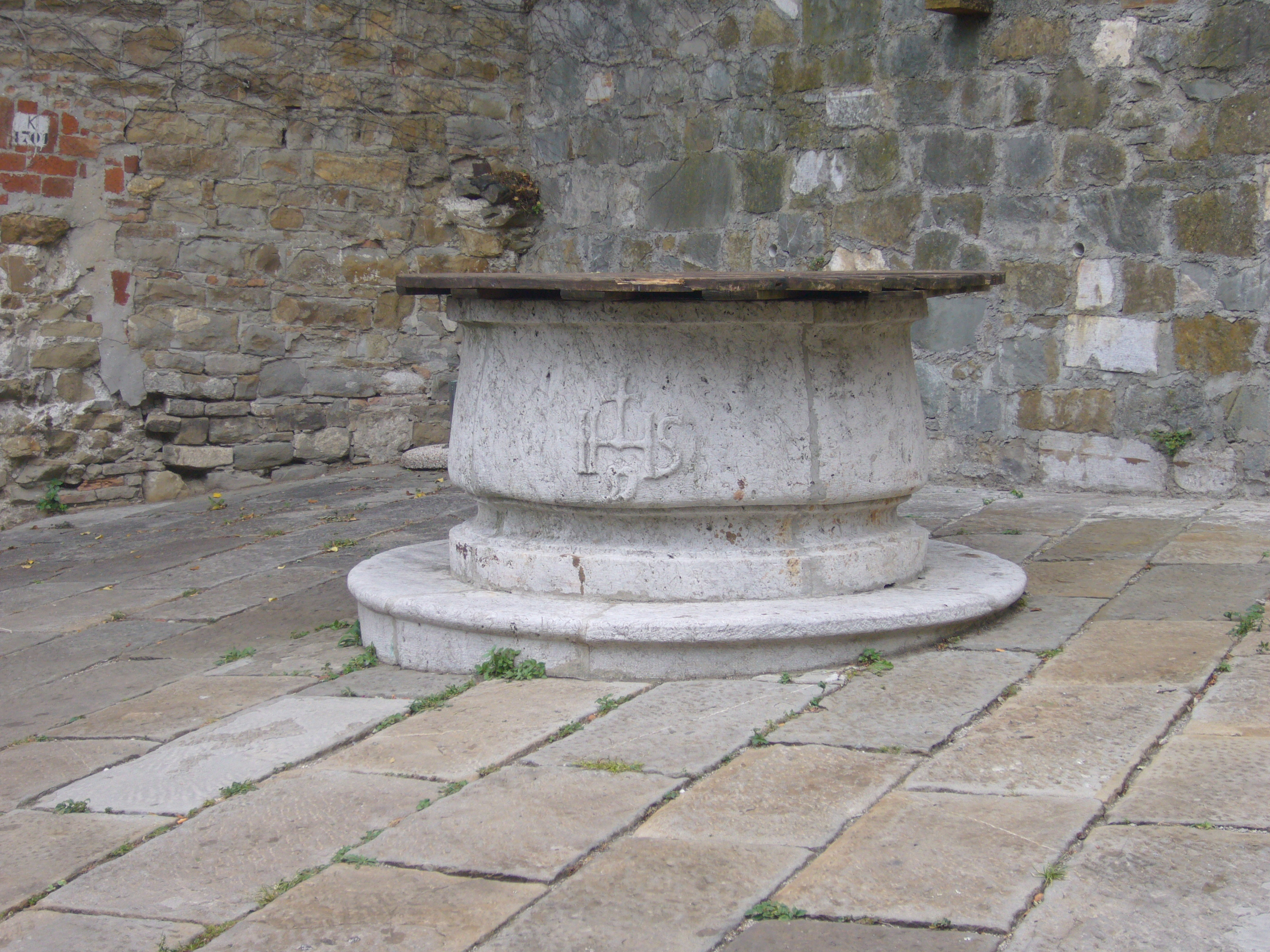
Waterput

Drinkwater is altijd een probleem voor de bewoners van een vesting, vooral als die op een heuvel ligt. Op de heuvel van Triëst staan enkele waterputten, water werd uit de bergen aangevoerd via aquaducten, die veelal door Maria Theresia van Oostenrijk werden aangelegd.

### Sport
US Triestina is de belangrijkste voetbalclub van de stad en zij speelt haar wedstrijden in het Stadio del Conero. Triëst was in 1934 met het toenmalige Stadio Giuseppe Grezar speelstad bij het WK voetbal.

## Haven
De haven van Triëst heeft een gunstige ligging en biedt een goede toegang tot het achterland van Centraal- en Oost-Europe. De kadelengte is twaalf kilometer en dit biedt ruimte voor bijna zestig schepen. De maximale diepte in de haven is 18 meter. In 2024 deden 2245 zeeschepen de haven aan.  Er worden containers, algemene vracht, stukgoed, projectlading en vooral vloeibare bulkproducten over- en opgeslagen. In 2024 werd 59 miljoen ton lading verwerkt, hiervan werd 51 miljoen ton aangevoerd en 8 miljoen ton afgevoerd. Aardolie is veruit het belangrijkste goed en in 2024 werd 41 miljoen ton aangevoerd. De meeste olie wordt verder Europa in getransporteerd via de Trans-Alpinepijpleiding. Via container- en ro-roschepen werd 17 miljoen ton lading verwerkt, de af- en aanvoer is hierbij redelijk in evenwicht.

## Onderwijs
De Universiteit van Trieste, opgericht in 1924, is een middelgrote, door de staat gesteunde instelling met twaalf faculteiten en beschikt over een breed aanbod aan cursussen. Ze heeft momenteel ongeveer 23.000 ingeschreven studenten en 1000 professoren. Triëst herbergt ook de Scuola Internazionale Superiore di Studi Avanzati (SISSA), een vooraanstaande afgestudeerde en postdoctorale onderwijs- en onderzoeksinstelling in de studie van wiskunde, theoretische fysica en neurowetenschappen, en de MIB School of Management Trieste, een van de vijf beste managementopleidingen in Italië.

## Trivia
Triëst wordt wel de koffiehoofdstad van Italië genoemd, getuige zijn vele koffiebars. Al sinds de Oostenrijks-Hongaarse periode is Hausbrandt hier aanwezig. Bovendien zijn de fabrieken van Illy hier gevestigd.
"Capo in B" is de lokale specialiteit. Het is een cappuccino in een klein glazen kopje (bicchiere).

## Bekende inwoners van Triëst
De drie kinderen van Jérôme Bonaparte en Catharina van Württemberg werden geboren in Triëst, namelijk in de Villa Necker: Jérôme Napoleon Karel Bonaparte (°1814); Mathilde Bonaparte (°1820) en Napoleon Jozef Karel Paul Bonaparte (°1822).